# Seo Deok-kyu
Seo Deok-kyu ((서덕규?); Seul, 22 ottobre 1978) è un ex calciatore sudcoreano, di ruolo difensore.